# وزارة الخارجية (أوزبكستان)
{{معلومات وكالة حكومية
| البلد =  أوزبكستان
| شعار = Emblem of Uzbekistan.svg
| تأسست = 25 فبراير 1994
| المركز = 9 شارع أمير تيمور، طشقند، 100000
| اسم_وزير1 = سعيدوف بختيور أوديلوفيتش
| تخصص_وزير1 = وزير الخارجية بالإنابة
| اسم_نائب_وزير1 = سيديكوف فركات أحمدوفيتش
| تخصص_نائب_وزير1 = النائب الأول لوزير الخارجية
| اسم_نائب_وزير2 = خمرايف إركين جليلوفيتش
فزيلوف جيرات جانيفيتش
ألوييف باخرومجون جرابوييفيتش
| تخصص_نائب_وزير2 = نواب وزير الخارجية
| الموقع = الموقع الرسمي

وزارة الخارجية الأوزبكية (بالأوزبكية: Oʻzbekiston Tashqi ishlar vazirligi)‏‎، هي الوزارة الحكومية المسؤولة عن العلاقات والشؤون الخارجية لجمهورية أوزبكستان.

## التاريخ
تأسست وزارة الخارجية الأوزبكية بموجب المرسوم الصادر عن رئيس جمهورية أوزبكستان المؤرخ UP-769 في 25 فبراير 1994.

## الهيكل التنظيمي والهيكلي
تمت الموافقة على لوائح وهيكل وزارة الخارجية بموجب قرار مجلس وزراء جمهورية أوزبكستان 140 «بشأن تحسين نشاط وزارة خارجية جمهورية أوزبكستان» بتاريخ 16 مارس 1994.

### الهيكل التنظيمي[2]
- وزير الخارجية
  - النائب الأول لوزير الخارجية
    - نواب وزير الخارجية
    - مستشارو وزير الخارجية
    - الممثل الخاص لرئيس جمهورية أوزبكستان لأفغانستان.

#### الإدارات
- دائرة العلاقات العامة والإعلام
- قسم التعاون مع الأمريكتين
- قسم بروتوكول الدولة
- قسم الموارد البشرية والمؤسسات التعليمية
- الدائرة المالية والاقتصادية
- قسم المعلومات الموحدة والتحليل
- مديرية الدبلوماسية الاقتصادية
- قسم قانون المعاهدات
- إدارة التعاون الثنائي والمتعدد الأطراف مع بلدان رابطة الدول المستقلة
- قسم التعاون مع دول آسيا الوسطى
- قسم التعاون مع المنظمات الإقليمية
- قسم التعاون مع الدول الأوروبية ومؤسسات الاتحاد الأوروبي
- قسم التعاون مع الأمم المتحدة والمنظمات الدولية الأخرى
- قسم التعاون مع دول منطقة آسيا والمحيط الهادئ
- قسم التعاون مع دول جنوب آسيا والشرق الأوسط وأفريقيا
- الدائرة القنصلية والقانونية
- قسم العلاقات الثقافية والإنسانية والسياحة والرياضة
- قسم تكنولوجيا المعلومات والاتصالات
- قسم الدعم الإداري

## الوزراء
| الوزير                           | تولي المنصب    | ترك المنصب     | رئيس الوزراء                      |
| -------------------------------- | -------------- | -------------- | --------------------------------- |
| بختيور أوديلوفيتش سعيدوف         | 30 ديسمبر 2022 | الآن           | عبدالله أريبوف                    |
| فلاديمير إماموفيتش نوروف         | 27 أبريل 2022  | 30 ديسمبر 2022 | عبدالله أريبوف                    |
| عبد العزيز خفيظوفيتش كاميلوف     | 13 يناير 2012  | 27 أبريل 2022  | عبدالله أريبوف شوكت ميرضيايف      |
| إليور ماجيدوفيتش غانييف          | 1 نوفمبر 2010  | 13 يناير 2012  | شوكت ميرضيايف                     |
| فلاديمير إماموفيتش نوروف         | 12 يوليو 2006  | 28 ديسمبر 2010 | شوكت ميرضيايف                     |
| إليور ماجيدوفيتش غانييف          | 3 فبراير 2005  | 12 يوليو 2006  | شوكت ميرضيايف                     |
| صادق سوليهوفيتش صفوييف           | 11 سبتمبر 2003 | 3 فبراير 2005  | شوكت ميرضيايف أوتكير سلطانوف      |
| عبد العزيز حفيظوفيتش كاميلوف     | 25 فبراير 1994 | 14 مارس 2003   | عبد الهاشم موتالوف أوتكير سلطانوف |
| عبيد الله عباسوفيتش عبد الرزاقوف | 7 يناير 1992   | 2 فبراير 1993  | شكرولو ميرسعيدوف أوتكير سلطانوف   |
| شهلو نسيموفنا محمودوفا           | 16 سبتمبر 1991 | 6 نوفمبر 1992  | شكرولو ميرسعيدوف                  |